# Giorgio Tranzocchi
Giorgio Tranzocchi (Roma, 19 aprile 1922 – Milano, 20 ottobre 1988) è stato un dirigente d'azienda italiano.
Già fondatore sotto la guida di Lino Zanussi della Sèleco ha ricoperto incarichi dirigenziali in molte primarie aziende italiane.

## Biografia
Nasce a Roma, da una famiglia di fornai, nel 1922, dopo la seconda guerra mondiale si laurea in ingegneria all'Università di Pisa. La svolta della sua vita avviene quando alla fine degli anni '50, Lino Zanussi lo chiama a Pordenone con incarichi dirigenziali presso la Zanussi Elettrodomestici (oggi Electrolux).
Negli anni '60 ottiene carta bianca per la creazione della divisione "Zanussi Elettronica" che creerà il marchio Sèleco. Negli anni '70 esce dal Gruppo Zanussi e ricopre vari incarichi tra i quali amministratore delegato della Emerson di Firenze, presidente ed amministratore delegato della San Giorgio elettrodomestici di La Spezia, presidente della San Giorgio Prà, azienda produttrice di caldaie di Genova. 
Entrato in ambito IRI-Finmeccanica sarà presidente della Galileo. Nel 1986 viene cooptato nella REL e gli viene affidato l'incarico di salvare la Sèleco dalla situazione di crisi nella quale si trovava. È un ritorno alle origini, mentre l'ing. Tranzocchi sta lavorando alla costituzione di un'alleanza chiamata "polo italiano dell'elettronica" con Brionvega e Mivar, muore improvvisamente a Milano nel 1988.
È stato sposato con Silvia Antonucci, e ha tre figli: Daniela, Alberto e Fabio.